# Yves Daoust
Pour les articles homonymes, voir Daoust.
Yves Daoust (10 avril 1946, Longueuil, Canada) est un compositeur de musique électroacoustique résidant à Montréal, Canada.

## Biographie
À 7 ans, prend ses premières leçons de piano avec Alice Vigeant ; à 16 ans, premières expériences électroacoustiques: «prépare» le piano familial pour réaliser la sonorisation d'un film expérimental 8 mm d'un ami ; à 19 ans, réalise sa première œuvre électro-musique d'une heure pour une pièce de théâtre gestuel qui sera créée à Berlin (Allemagne) dans le cadre d'un festival international de théâtre amateur ; à 20 ans, entre au Conservatoire, d'abord dans la classe de piano de Irving Heller, puis dans la classe de composition de Gilles Tremblay.
Rencontre Maurice Blackburn : stage de techniques de musique de film, à l'ONF. Stagiaire à l'IMEB, de 1974 à 76. Il y développe son style et noue quelques amitiés qui durent toujours.
De retour à Montréal en 1976, il entre à l'ONF comme concepteur sonore. Est viré' trois ans plus tard (on éliminera du reste par la suite tous les autres compositeurs et on fermera l'Atelier sonore).
En 1978, il collabore à la création d'un premier enfant. (En ajoutera deux autres en 1992 et 1998.) Avec quelques collègues, il fonde l'ACREQ (Association pour la création et la recherche électroacoustiques du Québec) qu'il dirigera plus tard durant 10 ans.
En 1981, il est engagé comme professeur au Conservatoire de musique et d'art dramatique du Québec, où on le charge de développer l'enseignement de l'électroacoustique dans les Conservatoires de Québec et de Montréal. Il y est toujours…
Depuis 1978, année où il entre officiellement dans le monde professionnel de la musique, il a composé en moyenne une œuvre par année, pour différents genres, diverses situations et différentes formations. Ses influences sont multiples : trames sonores de films, bien sûr, mais aussi Cage, Xenakis, Kagel, Ferrari, Alain Savouret, Stockhausen (Hymnen), Beethoven, Schumann, Magritte…
Le 2 décembre 2009, il reçoit le prix Serge-Garant de la Fondation Émile-Nelligan pour l'ensemble de son œuvre.
En février 2017, l'application mobile Fonofone, développée en compagnie d'Alexandre Burton, et pour lequel il a consacré une quinzaine d'années de recherche, est publiée sur le AppStore. L'application est notamment dédiée à la composition musicale collaborative et la pédagogie musicale auprès de plusieurs publics, dont les jeunes en milieu scolaire.

## Discographie
- Bruits (empreintes DIGITALes, IMED 0156, 2001)
- Musiques naïves (empreintes DIGITALes, IMED 9843, 1998)
- Filmusique-Filmopéra avec Maurice Blackburn (Analekta, AN 7005/06, 1996)
- Anecdotes (empreintes DIGITALes, IMED 9106, 1991)

## Listed'œuvres
- About Time (2005)
- Alice (2004) orchestre et électronique en direct, en collaboration avec Denis Gougeon pour L'Arsenal à musique.
- Bruits (1997-2001)
- Planète Baobab (1999), orchestre et électronique en direct, en collaboration avec Denis Gougeon pour L'Arsenal à musique.
- L'Entrevue (1991), accordéon et bande
- Fantaisie (1986)
- Adagio (1986), flûte et bande
- La gamme (1981, 2000)
- Il était une fois (conte sans paroles) (1986)
- Impromptu (1994)
- Impromptu [mixte] (1995), piano, synthétiseur / échantillonneur et bande
- Joie (1992)
- Maurice Blackburn, ou portrait d'un méconnu (1982-95)
- Mi bémol (1990)
- Objets trouvés (2002)
- Ouverture (1989)
- Petite musique sentimentale (1984), piano et bande
- Quatuor (1979)
- Résonances (1992)
- Solo (2003)
- Suite Baroque (1989)
- Le temps fixé (2004)
- Valse (1981), flûte (et piccolo), clarinette en si bémol et mi bémol, saxophone alto, ténor et baryton, trompette, orgue électronique, clavecin amplifié, piano, piano électronique, violon et bande
- Variations sur un air d'accordéon (1988), comédien-accordéoniste et bande
- Water Music (1991)